# 埃克曼数
埃克曼数（Ekman number，簡稱Ek）是用來描述海洋及大氣的地球物理学現象的無量綱數。埃克曼数是流體的黏滯力和行星自轉產生的科里奥利力的比值，埃克曼数得名自瑞典海洋学家沃恩·華費特·埃克曼。
埃克曼数也可以應用在任何旋轉的流場中，此時，埃克曼数是其黏滯力及科氏力的比值。當埃克曼数小時，擾動在受摩擦力影響而消失之前就會開始傳播。埃克曼数描述埃克曼層厚度的量值，也就是粘滯力和科里奥利力平衡的特殊邊界層。

## 定義
埃克曼数的定義如下：
{\displaystyle \mathrm {Ek} ={\frac {\nu }{2D^{2}\Omega \sin \varphi }}}
其中
D為現象的特徵尺度（多半是垂直的）
ν為运动黏度（kinematic viscosity）
Ω為行星自轉的角速度
φ為緯度
定義中的2 Ω sin φ是科里奥利頻率
埃克曼数也可以用動粘滯係數ν、角速度Ω及特徵尺度L表示，例如Tritton的公式如下
{\displaystyle \mathrm {Ek} ={\frac {\nu }{\Omega L^{2}}}.}
相反的NRL Plasma Formulary的公式如下：
{\displaystyle \mathrm {Ek} ={\sqrt {\frac {\nu }{2\Omega L^{2}}}}={\sqrt {\frac {\mathrm {Ro} }{\mathrm {Re} }}}.}
其中Ro是罗斯贝数，而Re是雷诺数